# گروه نیشن مولتی‌مدیا
گروه نیشن مولتی‌مدیا (تایلندی: บริษัท เนชั่น มัลติมีเดีย กรุ๊ป จำกัด (มหาชน)) شرکت رسانه‌ای تایلندی است، که در سال ۱۹۷۱ تأسیس شد.